# Diòscor (metge)
Diòscor (en llatí Dioscorus, en grec antic Διόσκορος) va ser un metge grec que va viure en algun moment del segle ii, ja que Galè cita una de les seves fórmules mèdiques.